# سوپس
سوپس (به لاتین: Sups) یک منطقهٔ مسکونی در روسیه است که در آدیغیه واقع شده‌است.